# Municipio de San Buenaventura (Coahuila)
El municipio de San Buenaventura está ubicado en el centro del estado de Coahuila, cuenta con su cabecera municipal en la Ciudad de San Buenaventura ubicada en el sur del municipio homónimo cerca de los límites con el municipio de Nadadores.
El municipio en total cuenta con una población de 24,759 habitantes de los cuales 4,123 viven en ejidos y ranchos dispersos en el municipio. El municipio tiene límites con los municipios de Ocampo, Muzquiz, Nadadores, Frontera, Progreso, Escobedo y Abasolo.

## Origen del nombre
El nombre del municipio corresponde al Fray Dionisio de San Buenaventura de Fidanza. El municipio ha estado en otros lugares antes de estar donde se ubica actualmente. El último nombre que se le dio al municipio fue Municipio de Nuestra Señora de San Buenaventura de los Colorados, cuando se erigió a Villa, se lo llamó San Buenaventura del Valle de los Nadadores ya que el municipio de Nadadores aún se encontraba anexado a San Buenaventura.

## El otro nombre
Como dato adicional de referencia al nombre del municipio, el 21 de marzo de 1906 en conmemoración del primer centenario del Nacimiento del Lic. D. Benito Juárez García en la Plaza de armas “Miguel Hidalgo” se celebra un festejo para develar un busto del benemérito de la Américas .
En este mismo acto se da lectura a un decreto del gobierno de Porfirio Díaz Mori, en el cual es cambiado el nombre de la villa San Buenaventura, por el nombre de “Municipio libre y soberano de Nicolás Bravo” (Héroe independentista).
Este nombre, que nunca fue aceptado por la comunidad dados los acontecimientos y el descontento en esta región hacia la dictadura porfirista, hecho que años más tarde vendría a desembocar en el levantamiento Revolucionario de 1910 donde participaron muchos de nuestros paisanos.
Por cierto este decreto jamás fue abolido.
Es de apreciar la sencillez de los sanboneses de esa época, en que al acto cívico del centenario y cambio de nombre de la población se le dio poca importancia, resaltando de más relevancia la siembra de un sabino (frente a la presidencia municipal) por el entonces presidente municipal D. Epigmenio Cadena como símbolo de fortaleza y sabiduría para las futuras generaciones.

## Extensión territorial
Tiene una extensión territorial de 6,444.62 kilómetros cuadrados siendo el 14 más extenso del estado.

## Fundación actual
Tras la separación de Nadadores, el trazado actual de San Buenaventura tiene desde el 25 de abril de 1800, por lo que tiene 217 años de su fundación.

## San Antonio de la Santísima Cascada
San Antonio la Cascada debe su nombre a la Antigua Hacienda del ovejero Pedro Cuellar quien venía de San Antonio Texas con un rebaño de ovejas en busca de pastos y agua para su crianza (1850), años más tarde es heredada por Florinda Cuellar (hija de Pedro) y a la vez madre del monclovense general Antonio Ríos Zertuche Cuellar, quien hace de esta hacienda una de las más prosperas de la región centro de Coahuila.
Al concluir la Revolución Mexicana el general Ríos Zertuche construye esta hacienda amurallada al este del poblado, con una guardia de más de 100 hombres se permitía su entrada solo aquellos peones que fueran a trabajar. Las amenazas de muerte o ejecuciones bien sea en el camino a San Buenaventura o en la misma población semana a semana ocurrían.
El día de San Antonio de Abad (17 de enero) en la Hacienda del general Ríos Zertuche Cuellar se organizaba una gran fiesta en honor del patriarca de la hacienda solamente para invitados de honor.
A principios de los años 30´s surge en San Buenaventura empieza el movimiento de la integración de los primeros ejidos, afectando a las extensas haciendas. A pesar de que la Hacienda de San Antonio no había sido afectada. Peones de Zacatecas, San Luís Potosí, Cuatro Ciénegas y San Buenaventura firmaron una petición al gobierno de ceder tierras de esta hacienda. Dando la Presidencia de la República una resolución el 29 de abril de 1936 y publicada en el Diario Oficial el 4 de junio del mismo año los derechos de 11,703 hectáreas distribuidas en 108 ejidatarios cada uno con 4 horas de agua.

## Ferias de San Buenaventura
LAS MEJORES DE COAHUILA Con ese lema se conoce a las ferias que se llevan a cabo en dos semanas de julio, variando cada año.
San Blas. El clima predominante es semiseco semicálido y seco muy cálido, presenta una temperatura media anual que oscila entre los 20 °C y 22 °C. Su código postal es 25533 y su clave lada es 869. 

## Otros atractivos del municipio
Algunos de los atractivos del municipio de San Buenaventura son Los baños de Santa Rita. Los parajes naturales a la margen del río Nadadores. El manantial de aguas termales de "La Azufrosa". El Pozo San Lucas, La Cascada. La feria regional efectuada en la segunda semana de julio. 

## Carreteras
Por el municipio atraviesa la carretera 30 que va del pueblo de Cuatro Cienegas de Carranza ala Ciudad vecina de Frontera. Más al norte pasa la carretera 34 la cual sale de la Ciudad San Buena y pasa por Abasolo y Escobedo hasta topar en Estación Hermanas y chocar con la Carretera 57 rumbo a Nueva Rosita. Por un pequeño tramo al norte del municipio pasa la carretera rural que va de Muzquiz a Boquillas del Carmen en Ocampo.

## Relieve
En el municipio se encuentran pequeñas elevaciones y colinas, así como el cerro de San Buenaventura al norte de la Ciudad San Buena. 
Al norte del municipio pasa la sierra de Santa Rosa proveniente de Muzquiz.

## Demografía
16,019 habitantes son mujeres.
16,001 habitantes son hombres.
En todo el municipio hay 10,192 viviendas, de las que el 97% cuenta con los recursos básicos.

### Localidades
En el Censo de 2020 el municipio de San Buenaventura contaba con 99 localidades.
| Código INEGI      | Localidad         | Población (2020) |
| ----------------- | ----------------- | ---------------- |
| 050310001         | San Buenaventura  | 23 413           |
| Otras localidades | Otras localidades | 1 346            |
| Total municipal   | Total municipal   | 24 759           |

## Colonias
- Colonia 16 de Abril Sector 1
- Colonia 16 de Abril Ampliación
- Fraccionamiento Reforma
- Fraccionamiento Valle del Campestre
- Colonia 18 de Febrero Sector 1 y 2
- Colonia 18 de Febrero Sector 3 y Ampliación
- Colonia Magisterio Vallado
- Fraccionamiento San Pedro
- Fraccionamiento Los Chabacanos
- Colonia Telefónica
- Colonia Eulalio Gtz. Treviño
- Colonia Amalia Solorzano
- Colonia Pueblo Nuevo
- Colonia Solidaridad
- Colonia Benito Juárez
- Colonia Nueva Esperanza
- Colonia Bucareli 1 y 2
- Ampliación Benito Juárez
- Fraccionamiento Lindavista
- Fraccionamiento Los Nogales Sector 1 y 2
- Freccionamiento La Arboleda
- Colonia California
- Barrio La Tinaja
- Fraccionamiento Manuel de los Santos
- Fraccionamiento Adelina Gutiérrez
- Colonia el Pedregal
- Colonia Centro
- Zona Centro
- Fraccionamiento San Andrés
- Lotificacion Zertuche
- Colonia Nueva Creación
- Colonia Las Alamedas
- Colonia Saca de Bucareli
- Fraccionamiento Pequeños Granjeros
- Colonia Villa Jardin
- Colonia Saca San Buena
- Colonia Secundarias
- Colonia Primarias
- Sector 2 Magisterio
- Barrio Coahuila
- Colonia San José Victoria
- Ampliación El roble
- Colonia Santa Marta
- Ampliación Reforma
- Colonia las cabañitas

## Escudo (no oficial)
En 1981 se llevó a cabo un concurso para el diseño del escudo municipal resultando aceptado, por las características presentadas, al realizado por el arquitecto Arturo Falcón Sánchez. El escudo presenta como rasgo particular el caudal del río Nadadores que atraviesa el municipio en su lado sur; se encuentra también la construcción de la torre de la iglesia flanqueada por una cortina de arboleda que representa la vegetación de la cabecera municipal; asimismo, se observa el ganado predominante dentro del área que corresponde al municipio. Sobre el dibujo del escudo se puede leer la frase SEMPER LABORIS en un listón tricolor, la cual significa siempre trabajando, lema que caracteriza a los habitantes del municipio. Al calce, una guirnalda formada por dos mazorcas de maíz, dos espigas de sorgo, dos de trigo y dos racimos de nuez, que representan la producción agrícola del municipio

## Flora y fauna
Prácticamente toda la gama de tipos de vegetación propios del Norte Mexicano se encuentran a todo lo ancho y largo del municipio en estrecha relación con la topografía que presenta como; en los estratos superiores dominan arbustos como: guajillo, gatuños, palo blanco, fresnos, pinos, encinos, cedros, etc. Mientras que en los estratos medio encontramos: cenizos, gobernadora, chaparro prieto, tullidora, ocotillo, maguey, nopales, lechuguilla, palmas, palmito, biznagas, huizache, mezquite, sotol, madroño etc. En la cabecera del municipio se encuentran algunos árboles frutales como son: nogales, palmas datileras, granados, higueras, chabacanos, ciruelos, manzanos chinos, etc. Siendo una región semidesértica presenta la típica fauna de estas regiones como lo son: coyotes, gato montes, pumas, osos, venados, liebres, conejos, zorrillos, etc. encontramos algunas variedades de aves como: pato silvestre, tórtolas, tecolote, lechuzas, aguilillas, cenzontle, zopilotes, urracas, chileros, etc.

## Música
Norteña: polkas, valses, corridos, danzas y huapangos norteños tambora. Siendo la música y el baile la expresión más popular del Arte, San Buenaventura no podía dejar de aportar su pincelada musical y danza, al gran mosaico folklórico de México y de Coahuila, cuando se hacen escuchar las notas musicales acompañadas por el retumbar de una tambora, para empezar a zapatear "SAN BUENAVENTURA" en las fiestas familiares o en las tradicionales ferias del 14 de julio. Han destacado algunos compositores como el Sr. Ignacio Rodríguez Zamora, quien integra una banda de música llamada " Banda de los músicos Chiquitos " la que alegraba las serenatas en las noches veraniegas de los jueves y domingos en la Plaza Principal. En esta misma Banda de música se encontraba Don Andrés Campos primer Director y creador de la " Orquesta Embajadores " la que aún conserva el romanticismo de los bailes y convivíos familiares con mayor tradición en el Centro y Norte de Coahuila, en la actualidad está integrada en una gran mayoría por la familia Romo siendo su director el Sr. Manuel Romo quien en 1996 cumplieron 50 años de interrumpida actividad musical. También predomina la bachata, cuambia, salsa etc donde destacan artistas sanbonenses no reconocidos. (Proyecto Norteño, la Real Pachanga y Grupo Amistad).

## Zona metropolitana
El municipio de San Buenaventura forma parte de la zona metropolitana de Monclova, que junto con los municipios de Frontera y Castaños aglomeran 363.753 habitantes.